# چارلز بینه سانگله
چارلز بینه سانگله (انگلیسی: Charles Binet-Sanglé؛ ۴ ژوئیهٔ ۱۸۶۸ – ۱۴ نوامبر ۱۹۴۱) پزشک، و روان‌شناس اهل فرانسه بود.
وی همچنین برندهٔ جوایزی همچون لژیون دونور (افسر) شده است.